# Upplands runinskrifter 970
U970 är en runsten belägen i Årsta, Uppsala.

## Inskriften i translitterering
uiþi ' lit ' rita ' stain ' e(f)[ti]ʀ ...- ybiʀ 

## Inskriften i översättning
Vide lät resa stenen efter . . . Öpir

## Historia

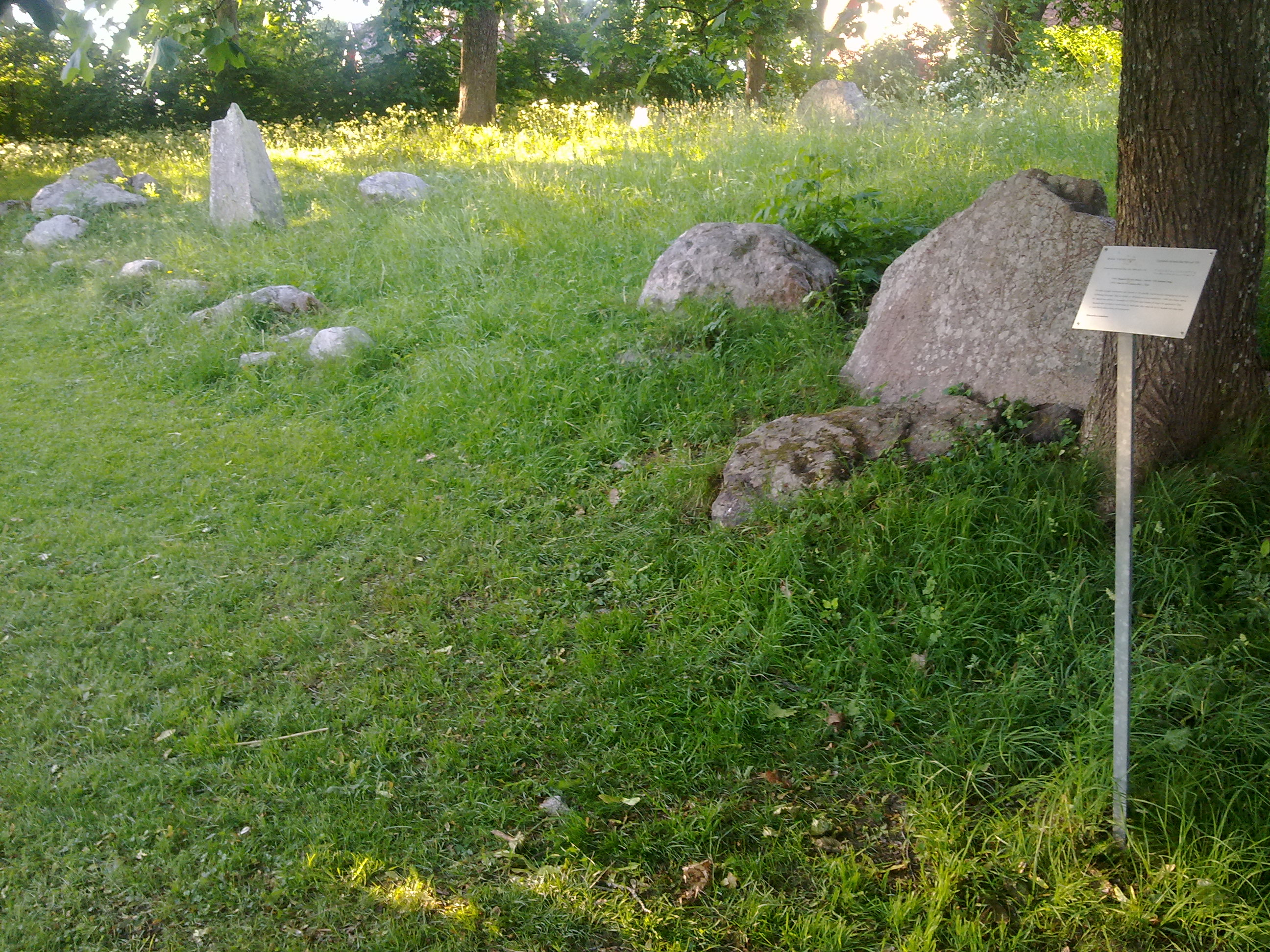
Runstenarna U 969 och U 970 vid gravfält.

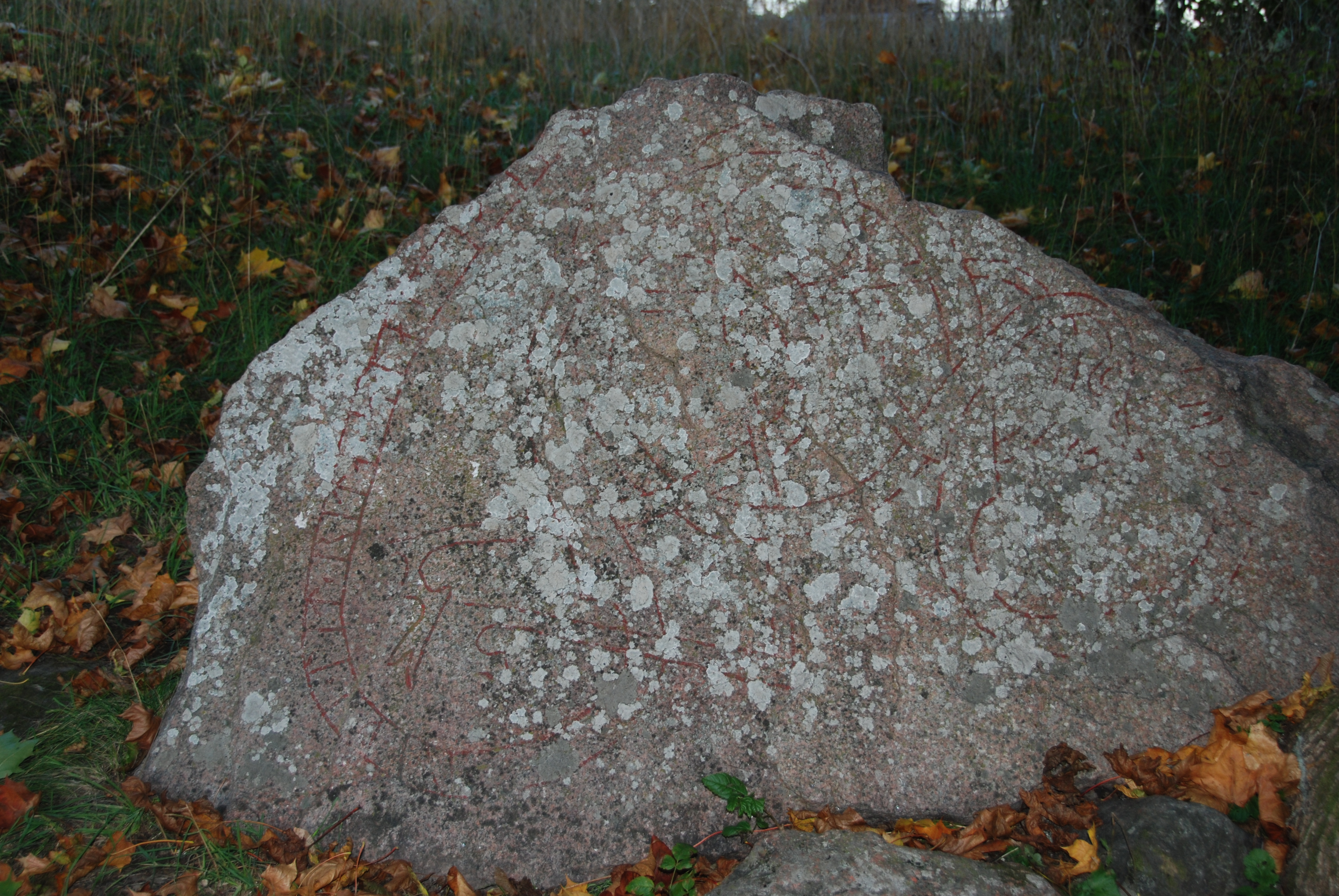
Runsten U 970

U 970 står bredvid U 969 vid ett gravfält från den yngre järnåldern i Årsta, Uppsala. Gravfältet ligger mittemot Ångelstaskolan, bredvid 4H-gården. Runstenens har redan varit skadat under 1600-talet när stenen avritades av runforskare. De båda stenarna vid gravfältet är signerade av två av de produktivaste runmästarna i Uppland: U 969 ristades av Åsmund Kåresson medan U 970 ristades av Öpir.
 Runsten U 968 fanns vid samma gravfält och kan synas i bakgrunden i J. Peringskiöld träsnitt från 1709 (se bild ovan).